# World Sailing

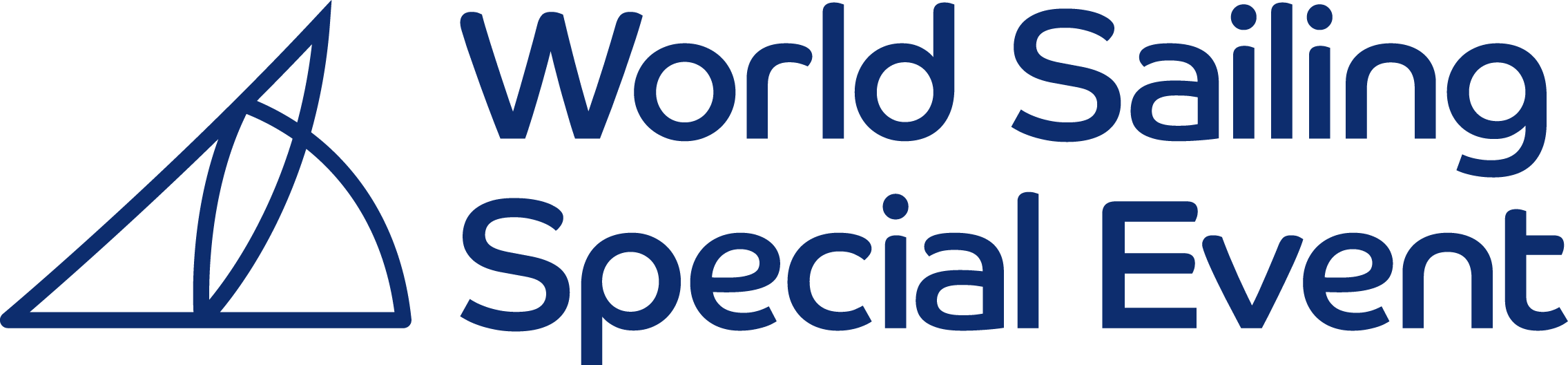
För speciella evenemang sanktionerade av World Sailing används denna logotyp.

World Sailing bildades den 14 oktober 1907, och är det internationella idrottsförbundet för segling. 
Huvudkontoret finns i Southampton. Ursprungligen hette förbundet International Yacht Racing Union (IYRU), innan namnet ändrades den 5 augusti 1996 till International Sailing Federation (ISAF)
Den 14 november 2015 ändrades namnet till World Sailing.

## Medlemmar
- Afrika
  -  Algeriet
  -  Angola
  -  Botswana
  -  Djibouti
  -  Egypten
  -  Kenya
  -  Libyen
  -  Madagaskar
  -  Mauritius
  -  Marocko
  -  Moçambique
  -  Namibia
  -  Nigeria
  -  Senegal
  -  Seychellerna
  -  Sydafrika
  -  Sudan
  -  Tanzania
  -  Tunisien
  -  Uganda
  -  Zimbabwe
- Asien
  -  Azerbajdzjan
  -  Bahrain
  -  Filippinerna
  -  Förenade arabemiraten
  -  Hongkong
  -  Indien
  -  Indonesien
  -  Iran
  -  Japan
  -  Kazakstan
  -  Kina
  -  Kinesiska Taipei
  -  Kuwait
  -  Kirgizistan
  -  Libanon
  -  Malaysia
  -  Myanmar
  -  Nordkorea
  -  Oman
  -  Palestina
  -  Pakistan
  -  Qatar
  -  Saudiarabien
  -  Singapore
  -  Sri Lanka
  -  Sydkorea
  -  Thailand
  -  Vietnam
- Central- och Sydamerika
  -  Argentina
  -  Belize
  -  Brasilien
  -  Chile
  -  Colombia
  -  Ecuador
  -  Mexiko
  -  Panama
  -  Paraguay
  -  Peru
  -  Uruguay
  -  Venezuela
- Europa
  -  Andorra
  -  Armenien
  -  Belgien
  -  Bulgarien
  -  Cypern
  -  Danmark
  -  Estland
  -  Finland
  -  Frankrike
  -  Georgien
  -  Grekland
  -  Irland
  -  Island
  -  Israel
  -  Italien
  -  Kosovo
  -  Kroatien
  -  Lettland
  -  Liechtenstein
  -  Litauen
  -  Luxemburg
  -  Malta
  -  Moldavien
  -  Monaco
  -  Montenegro
  -  Nederländerna
  -  Nordmakedonien
  -  Norge
  -  Polen
  -  Portugal
  -  Rumänien
  -  Ryssland
  -  San Marino
  -  Schweiz
  -  Serbien
  -  Slovakien
  -  Slovenien
  -  Spanien
  -  Storbritannien
  -  Sverige
  -  Tjeckien
  -  Tyskland
  -  Ukraina
  -  Ungern
  -  Vitryssland
  -  Österrike
- Nordamerika och Karibien
  -  Amerikanska Jungfruöarna
  -  Antigua och Barbuda
  -  Aruba
  -  Bahamas
  -  Barbados
  -  Bermuda
  -  Brittiska Jungfruöarna
  -  Caymanöarna
  -  Dominikanska republiken
  -  El Salvador
  -  Grenada
  -  Guatemala
  -  Jamaica
  -  Kanada
  -  Kuba
  -  Nederländska Antillerna
  - (Curaçao och Sint Maarten)
  -  Puerto Rico
  -  Saint Kitts och Nevis
  -  Saint Lucia
  -  Trinidad och Tobago
  -  USA
- Oceanien
  -  Amerikanska Samoa
  -  Australien
  -  Cooköarna
  -  Fiji
  -  Guam
  -  Nya Zeeland
  -  Papua Nya Guinea
  -  Samoa
  -  Salomonöarna
  -  Tahiti
  -  Vanuatu